# Lot 27
Lot 27 est un canton dans le comté de Prince, Île-du-Prince-Édouard, Canada. Il fait partie de la Paroisse St. David.

## Population
- 780 (recensement de 2001)[1]
- 822 (recensement de 2006)[1]
- 806 (recensement de 2011)[2]

## Communautés
Incorporé :
- Kinkora

Non-incorporé :
- Emerald Junction